# Thaumatomyrmex mandibularis
Thaumatomyrmex mandibularis is een mierensoort uit de onderfamilie van de Ponerinae. De wetenschappelijke naam van de soort is voor het eerst geldig gepubliceerd in 2003 door Baroni Urbani & De Andrade.